# 万州区
万州区（ばんしゅうく）は中華人民共和国重慶市に位置する市轄区。重慶市中心部から北東へ374km離れた地点にある。かつては四川省万県市という地級市であり、現在の万州区は万県市の市轄区だった天城区・龍宝区・五橋区が合わさったものである。

## 地理
万州区は四川盆地の東縁にあり、長江が流れる。区内は山がちで、最高地点は普子郷の沙坪峰（海抜1,762メートル）、最低地点は，黄柏郷の長江沿岸（海抜106メートル）。長江の支流が多数区内を流れており、深い谷を形成している。
温暖湿潤気候に属し、四季の区別ははっきりしている。冬は暖かく霧が多く、夏は暑く乾燥しており旱魃に悩まされる。秋は長く、日照に恵まれ、霜は下りにくい。
2018年時点での人口は164.75万人で増加傾向にある。都市部の人口は110.18万人。三峡ダムにより故郷が水没した人々の主な移住先の一つであり、区内に住む三峡ダム移民は26.3万人に及ぶ。

## 歴史

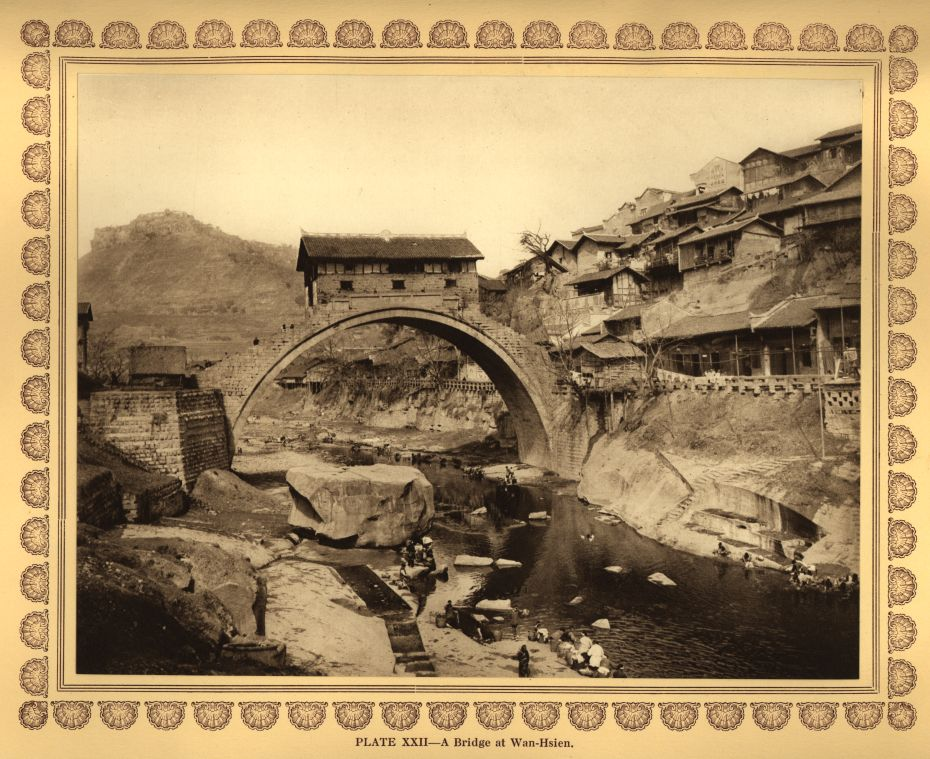
万県の橋

夏・殷代は梁州の地とされ、周代には巴子国に属し、秦代は巴郡朐忍県の管轄とされた。万州地区に初めて県制が設置されたのは216年（建安21年）、後漢朐忍県を分割し羊渠県を設置、県治を現在の長灘に設置した。三国時代は蜀による230年（建興8年）に南浦県が設置され、西魏により魚泉県と、北周により安郷県、後に万川県、598年（開皇10年）には再び南浦県と改称された。

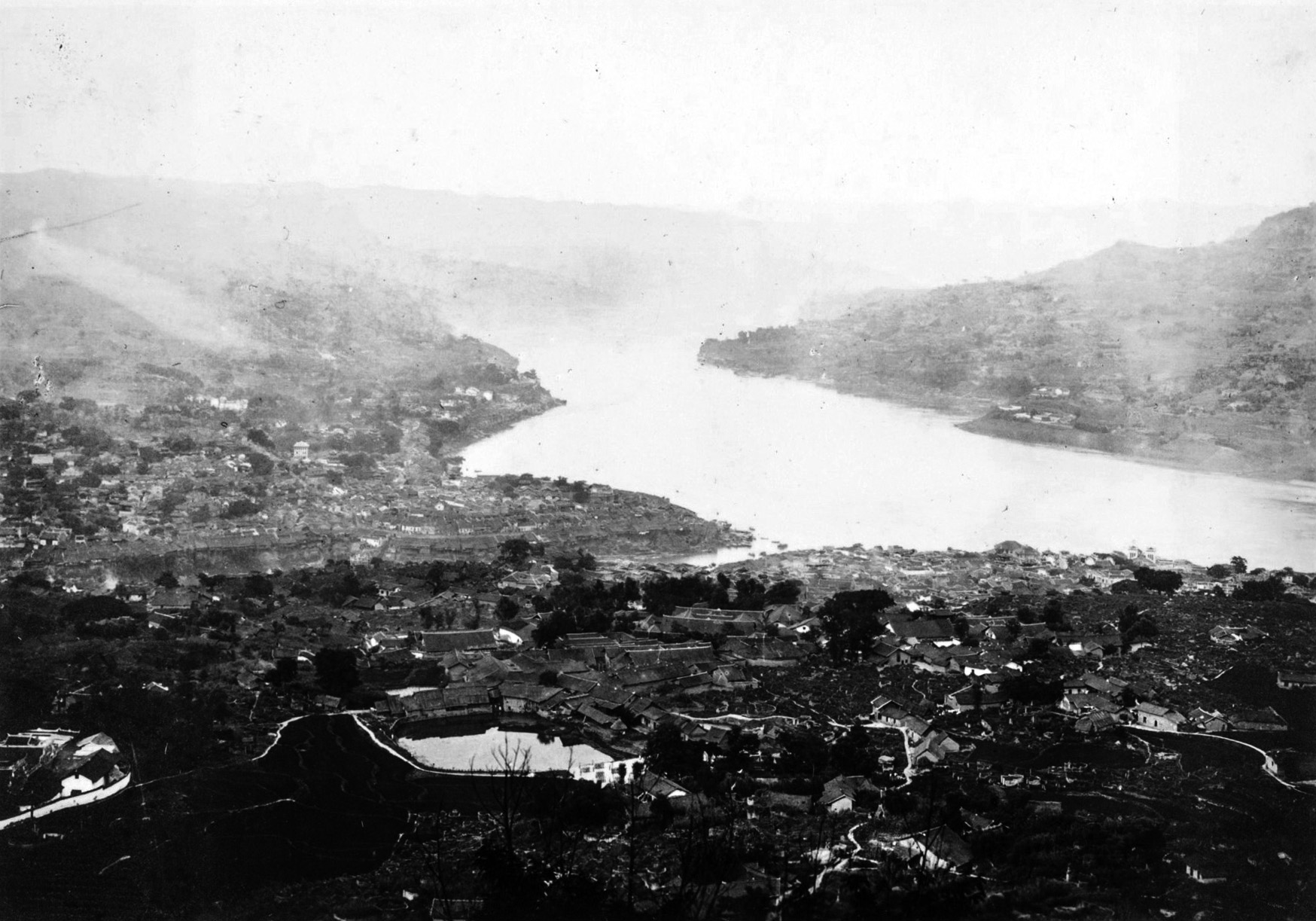
日中戦争前の万県市街（昭和17年12月に発行された『亜東印画輯』より）

619年（武徳2年）、唐朝は南浦州を設置し梁山・南浦・武寧の3県を管轄した。627年（武徳8年）に南浦州は浦州と改称され、634年（貞観8年）には万州と改称され、清末期まで沿周され、中華民国が成立すると万県専区に改編された。1926年には軍閥を率いる楊森指揮下の軍によりイギリスの商船が万県で拿捕され、これをきっかけにイギリス軍砲艦が万県市街を砲撃した万県事件が起こっている。
中華人民共和国が成立すると1950年に万県専区は東行署区の管轄とされたが、1952年に四川省管轄に変更となり、翌年万県市が省轄市に昇格した。1970年、専区から地区に改編され、1992年12月11日に万県地区が廃止となり万県市（地級）が成立した。万県市は竜宝区・天城区・五橋区、および開県・梁平県・忠県・雲陽県・奉節県・巫山県・巫渓県・城口県の3区8県を管轄していた。
1997年12月20日、四川省の地級市（計画単列市）・重慶市が直轄市に昇格した。同時に同じく四川省の地級市だった万県市は廃止されて重慶市に編入され、重慶市万県移民開発区と万県区に改編された。翌年それぞれ万州移民開発区と万州区に改称された。2000年6月25日、万州移民開発区が万州区に統合され現在に至っている。
万州は重慶からは離れており経済的格差も大きく、しかも三峡ダム建設で市街地の半分近くが水没することになったため16万から17万人の住民が新市街地へ移転することになった。このため社会的混乱も大きく、重慶市とは利害が対立することもある。万州区には重慶市とは独立した公安局、工商局、税関などがあり、周囲の県を管轄する官庁もあり、重慶東部の中心都市となっている。

## 行政区画

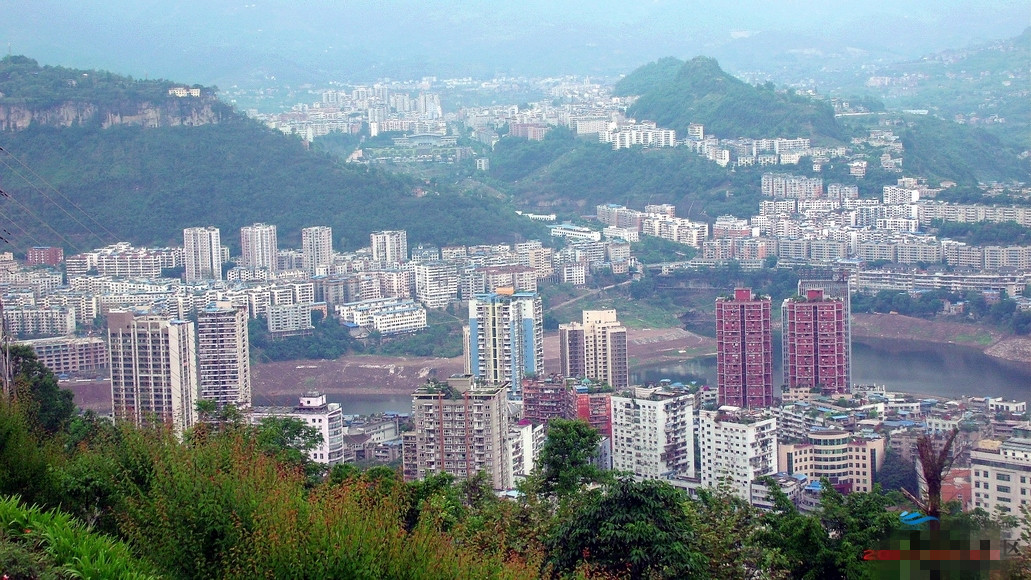
三峡ダム完成後の万州市街地（2013年）

下部に14街道、27鎮、9郷、2民族郷を管轄する。
- 街道
  - 陳家垻街道、高筍塘街道、太白街道、牌楼街道、双河口街道、竜都街道、周家垻街道、沙河街道、鐘鼓楼街道、百安垻街道、五橋街道、高峰街道、天城街道、九池街道
- 鎮
  - 小周鎮、大周鎮、新郷鎮、孫家鎮、竜沙鎮、響水鎮、武陵鎮、瀼渡鎮、甘寧鎮、熊家鎮、高梁鎮、李河鎮、分水鎮、余家鎮、後山鎮、弾子鎮、長嶺鎮、新田鎮、白羊鎮、竜駒鎮、走馬鎮、羅田鎮、太竜鎮、長灘鎮、太安鎮、白土鎮、郭村鎮
- 郷
  - 柱山郷、鉄峰郷、渓口郷、長坪郷、燕山郷、梨樹郷、普子郷、黄柏郷、茨竹郷
- 民族郷
  - 地宝トゥチャ族郷、恒合トゥチャ族郷

## 名所・旧跡・観光スポット
- 天生城（中国語版）

- 重慶全国重点文物保護单位列表（中国語版）

## 教育

### 大学
- 重慶三峡学院（中国語版）
- 重慶三峡医薬高等専科学校（中国語版）
- 重慶安全技術職業学院
- 重慶三峡職業学院
- 重慶幼児師範高等専科学校
- 重慶信息技術職業学院
- 重慶科技職業学院

## 交通

### 空港
- 万州五橋空港

### 鉄道

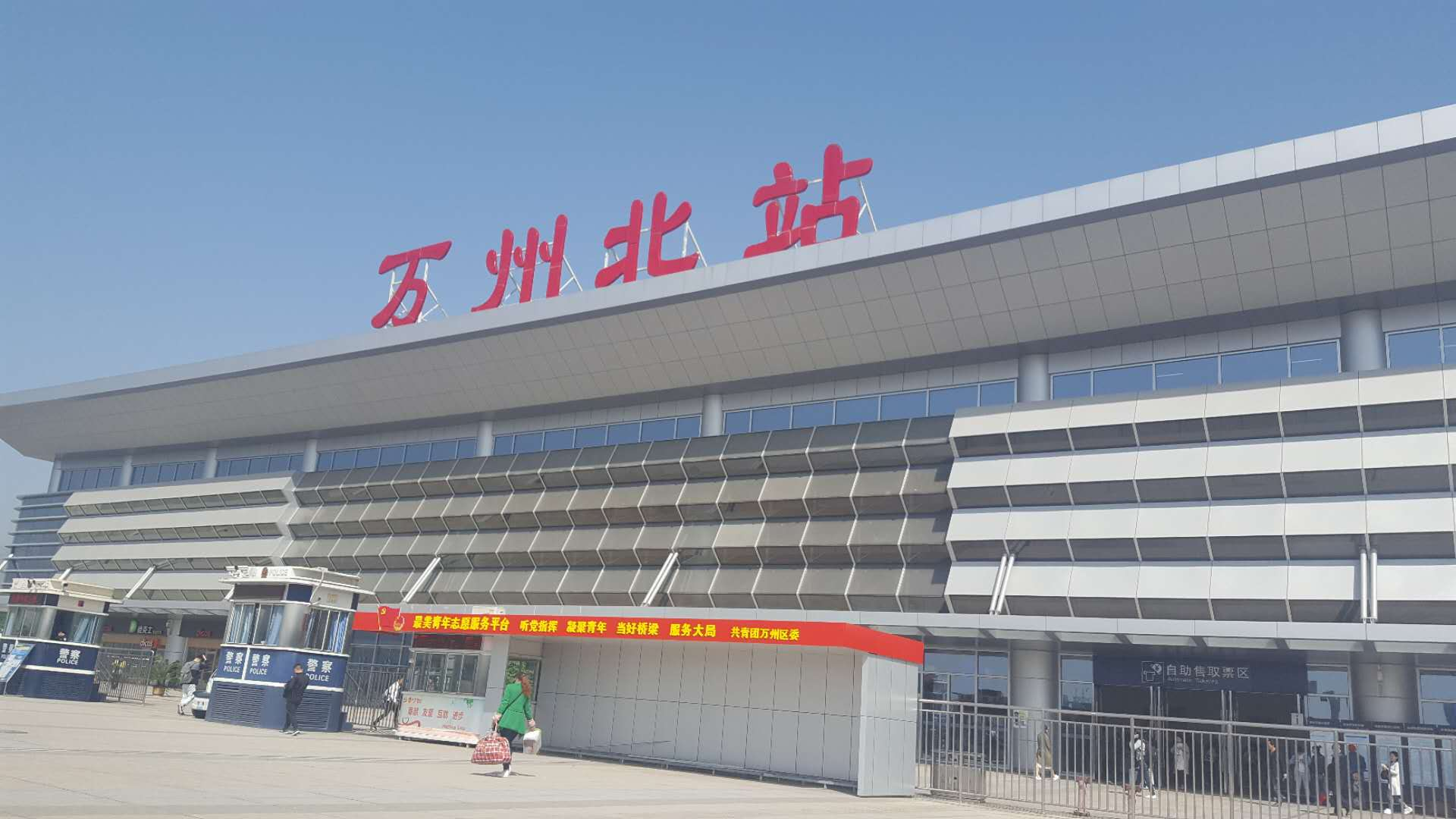
万州北駅

- 渝万都市間鉄道（鄭渝高速鉄道（中国語版））
  - 万州北駅
- 宜万線、達万線（中国語版）
  - 万州駅

### 道路
- 高速道路
  -  滬蓉高速道路
  -  銀百高速道路
  -  恩広高速道路（中国語版）

- 国道
  - G211国道
  - G318国道
  - G348国道（中国語版）

## 健康・医療・衛生
- 重慶三峡中心医院
- 重慶市万州区人民医院
- 重慶市万州区第一人民医院
- 重慶市万州区上海医院
- 重慶三峡医薬高等専科学校附属医院[1]
- 重慶市万州区中医院
- 重慶市万州区婦幼保健院

## 友好都市
- フランス オクシタニー地域圏・ジェール県
- ウクライナ チェルカースィ州
- アメリカ バージニア州・ウェインズボロ

## 出身者
- 馮提莫 - 歌手。

## ギャラリー

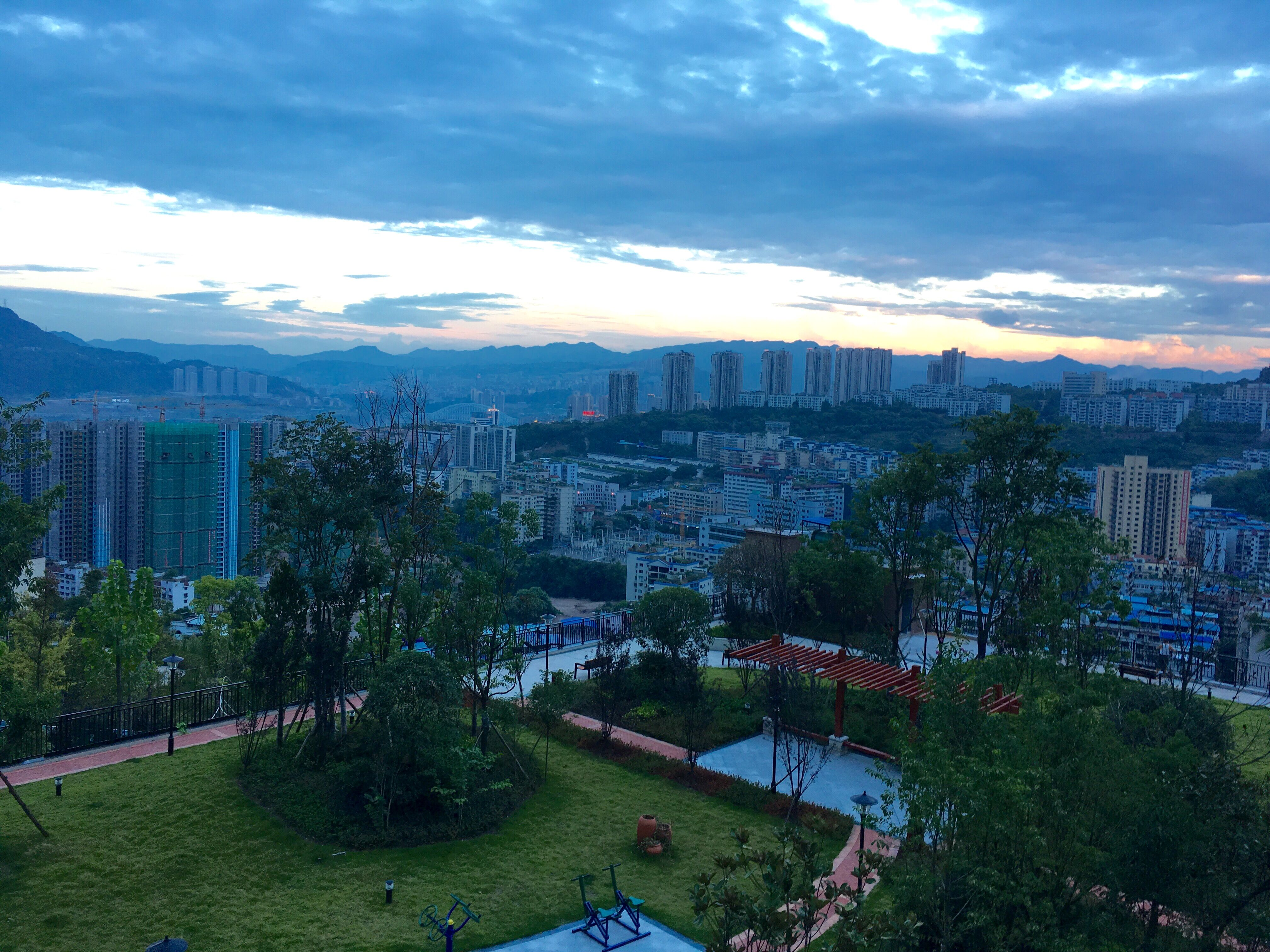
万州区の市街地
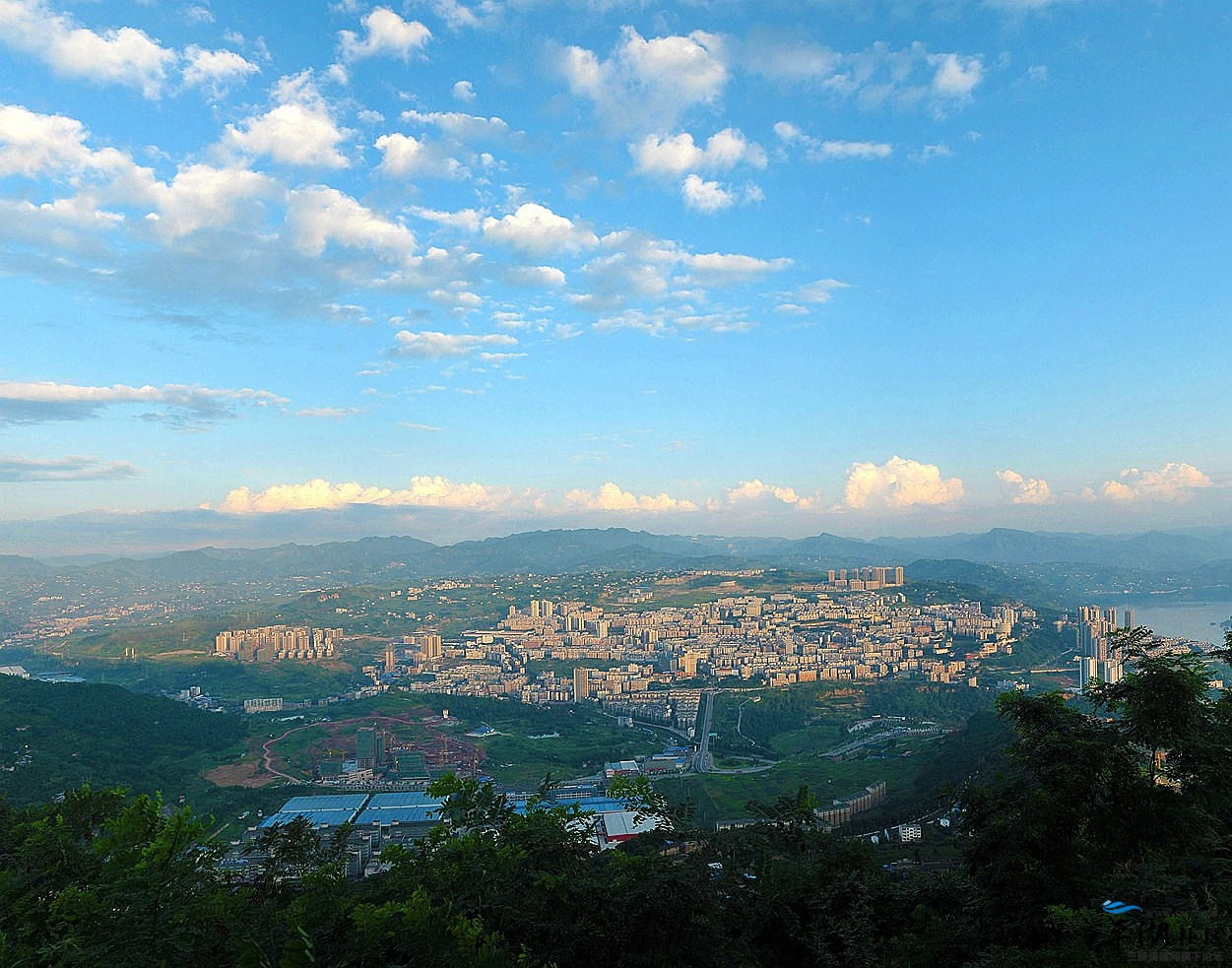
万州区のパノラマ
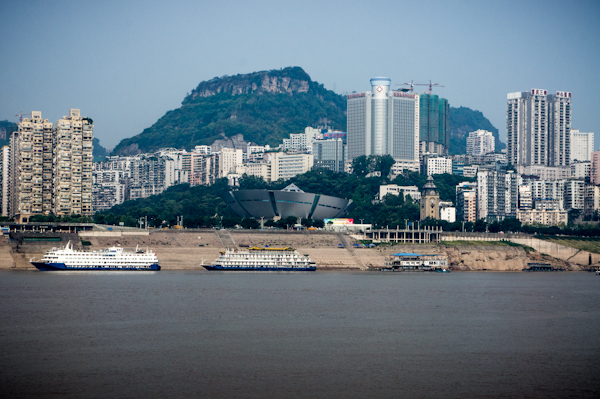
万州区の長江沿いの風景
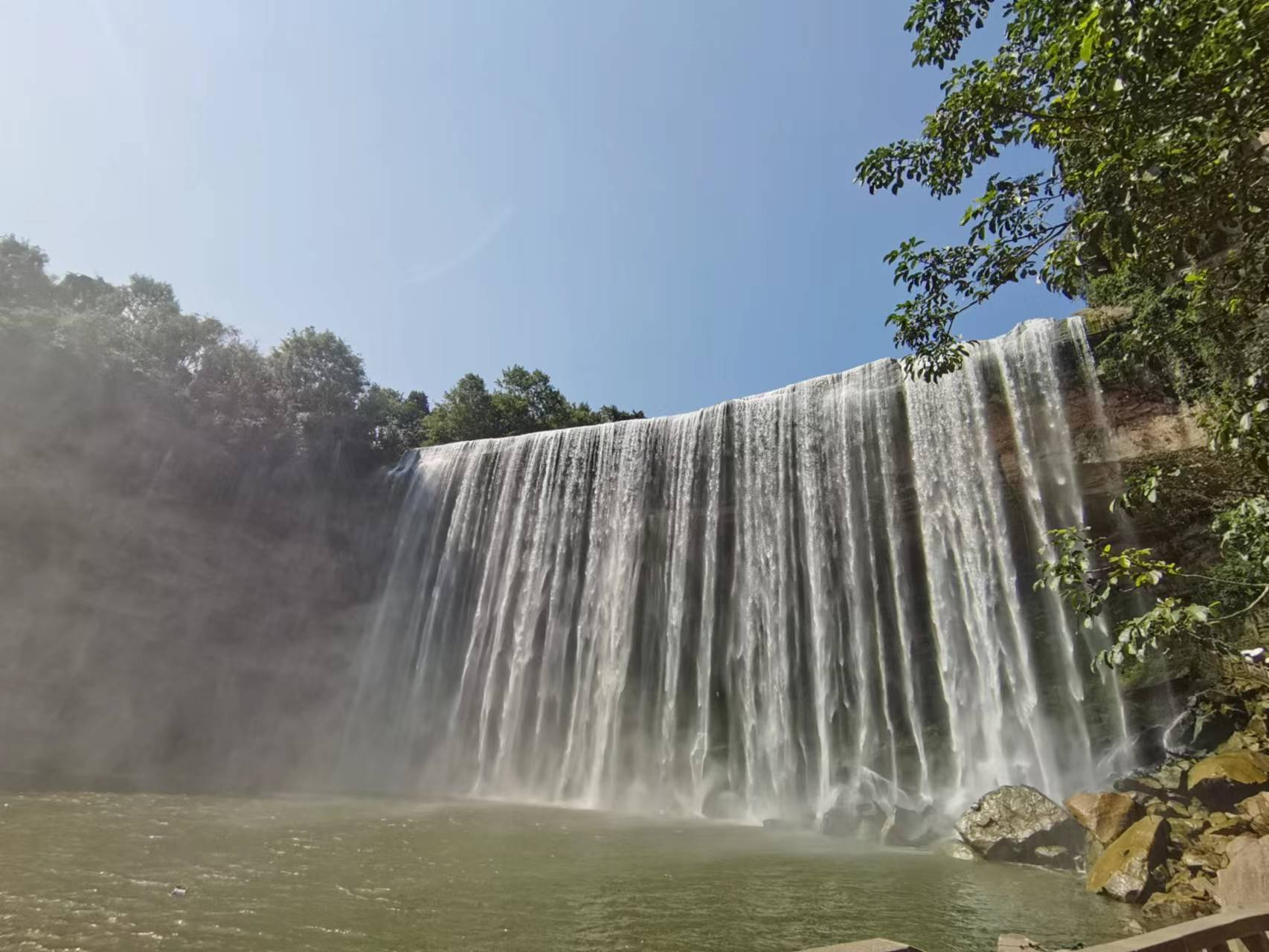
万州の青龍瀑布
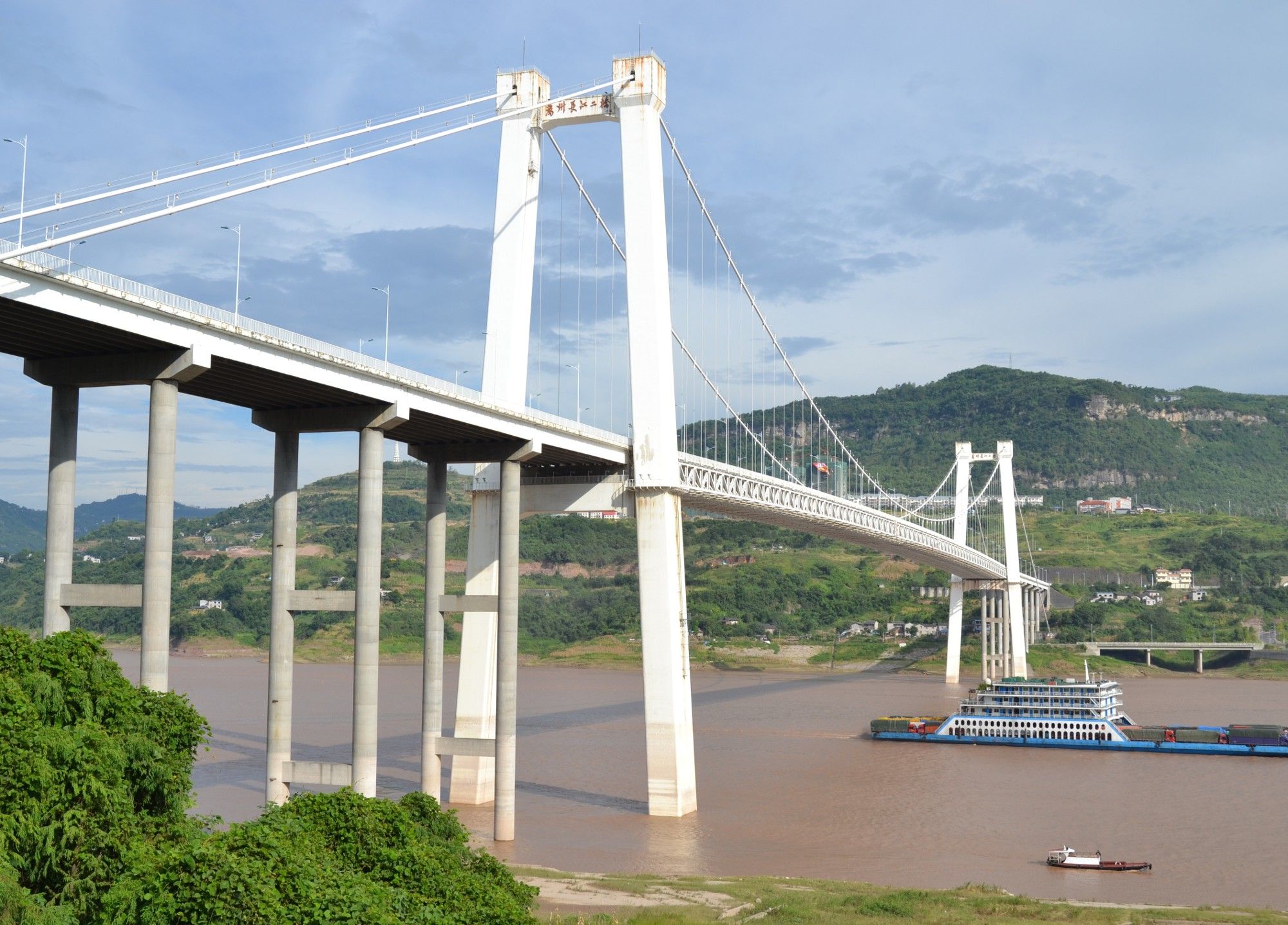
万州長江第二大橋
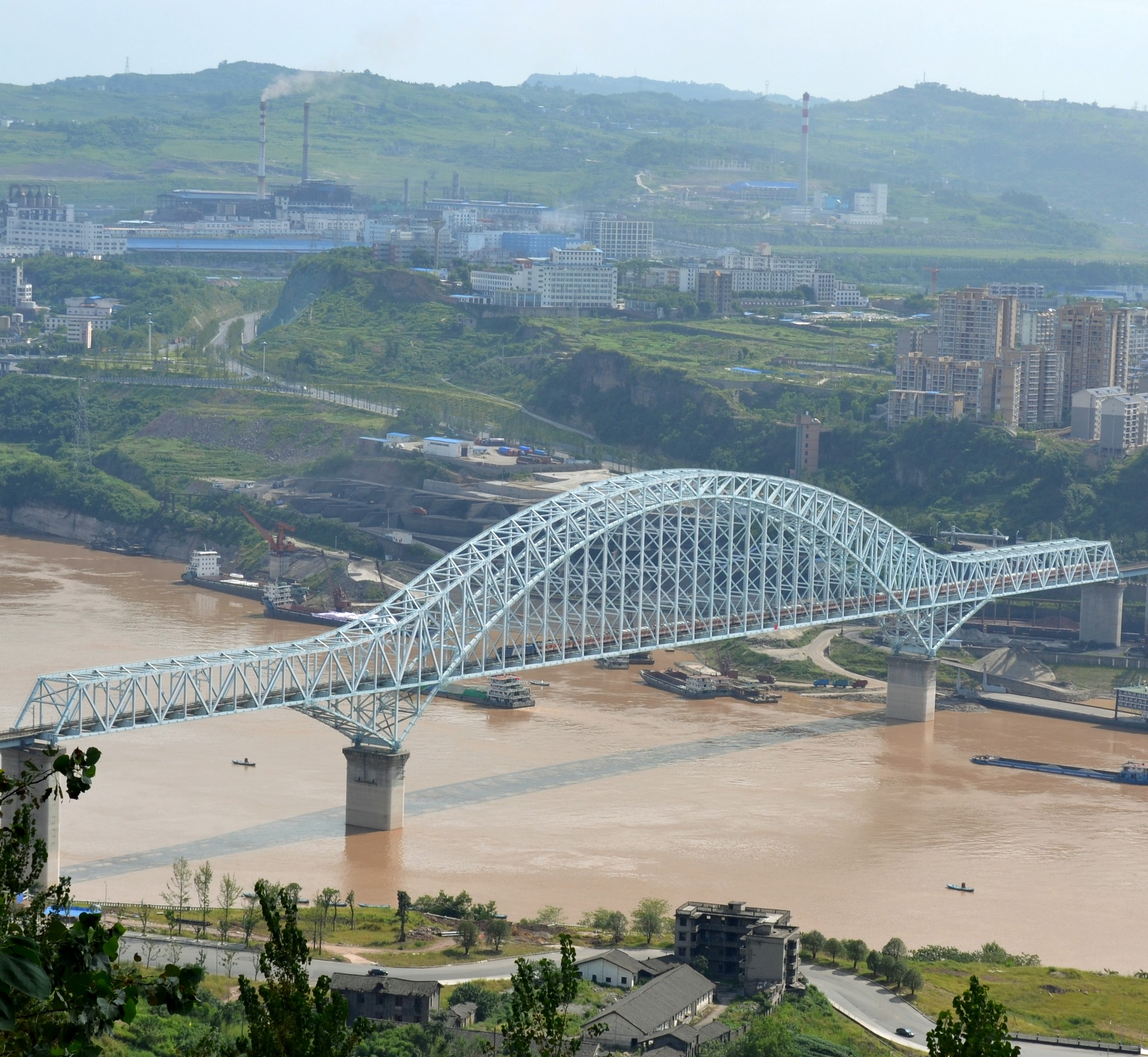
万州で長江を渡る鉄道橋